# Winchesterbibeln

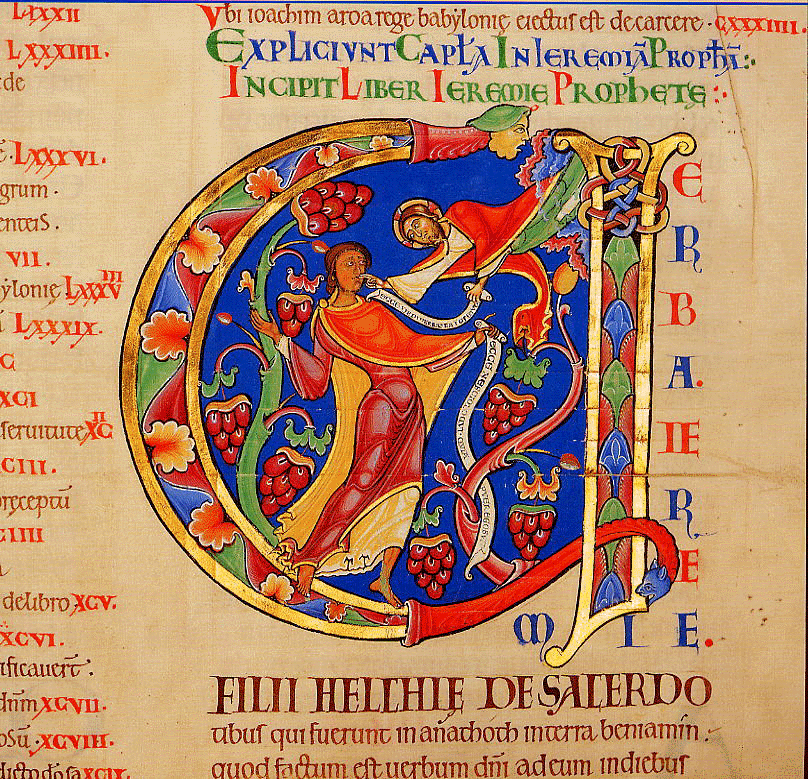
Gud talar till profeten Jeremia. Illustration ur Winchesterbibeln.

Winchesterbibeln är en handskriven Bibel från 1100-talet. Den är med måtten 583 x 396 millimeter den största 1100-talsbibeln i England och anses också vara den vackraste.
Bibeln skrevs för hand på latin av en enda skrivare på 936 sidor kalvskinn och har 48 dekorerade anfanger i guld och lapis lazuli av sex konstnärer.
Bibeln beställdes år 1160, troligen av Henry av Blois, biskop av Winchester.
Bibeln, som är ofullbordad, var ursprungligen inbunden i två volymer. Numera är den inbunden i fyra volymer och bevaras i katedralen i Winchester.